# Hyper-Threading

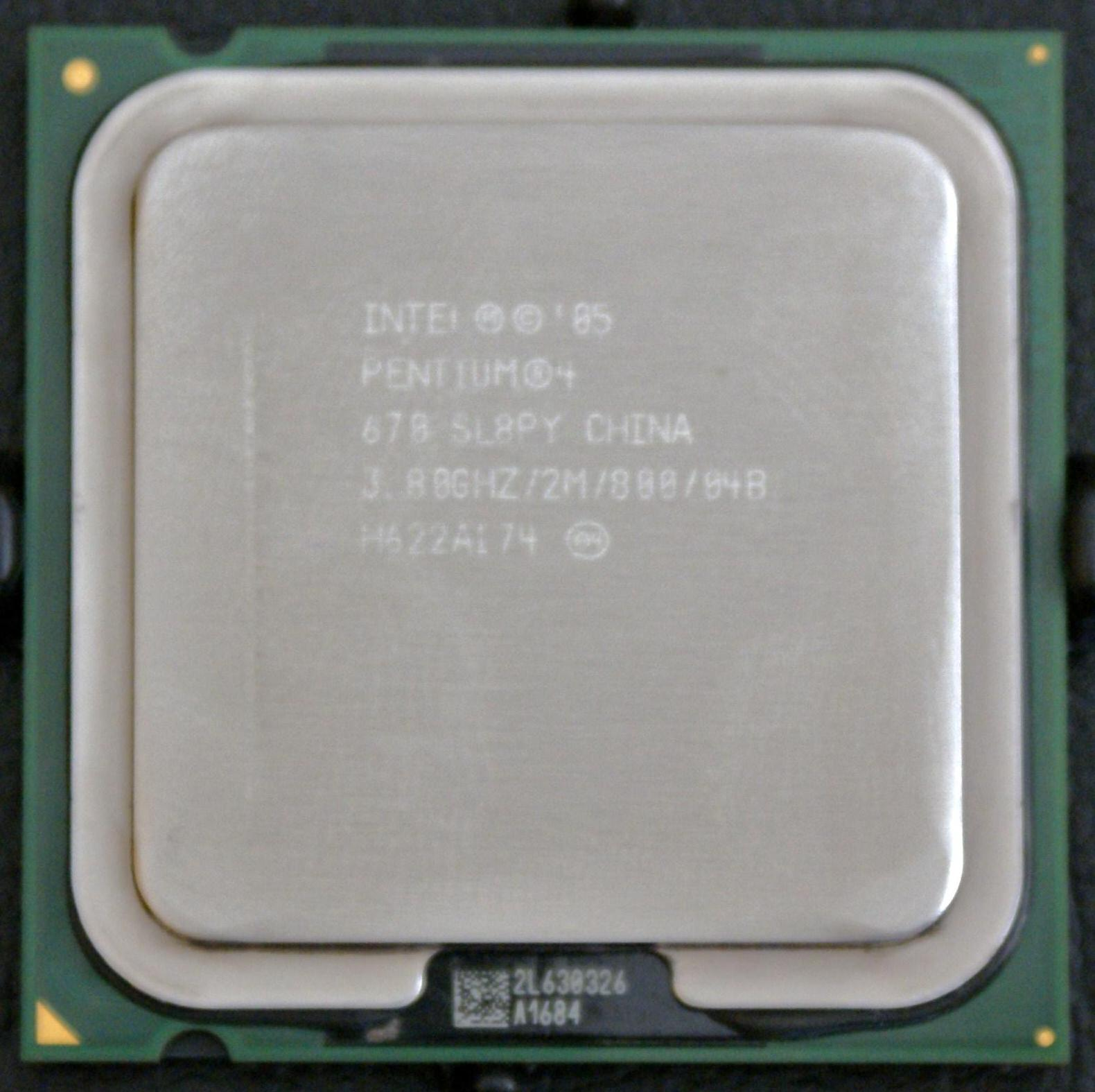
Intel Pentium 4 @ 3.80Ghz con tecnología "Hyper-Threading".

Hyper-Threading es una marca registrada de la empresa Intel para promover la implementación de la tecnología multihilo simultáneo, también conocido como SMT por sus siglas en inglés. Permite que los programas que estén preparados para ello ejecuten tareas usando múltiples hilos, lo cual es un procesamiento en paralelo dentro de un único procesador, incrementando así el uso de las unidades de ejecución del procesador.
La tecnología Hyper-Threading consiste en simular dos procesadores lógicos dentro de un único procesador físico. El resultado es una mejora en el rendimiento del procesador, puesto que al simular dos procesadores se pueden aprovechar mejor las unidades de cálculo manteniéndolas ocupadas durante un porcentaje mayor de tiempo. Esto conlleva una mejora en la velocidad de las aplicaciones que según Intel es aproximadamente de un 60 %.

## Rendimiento
La tecnología Hyper-Threading tiene grandes capacidades de procesamiento y rapidez. Algunas de sus ventajas son: mejora la compatibilidad con código para procesamiento con múltiples hilos, y mejora la reacción y el tiempo de respuesta.
De acuerdo con el primer informe de Intel, los procesadores del modelo Pentium 4 que incorporan esta tecnología tienen un rendimiento entre un 15 % y un 30 % superior al de los procesadores sin Hyper-Threading, y utilizan solo un 5 % más de recursos.

## Detalles
La tecnología Hyper-threading simula, de cara a los programas, que existen dos microprocesadores por núcleos del procesador. El sistema operativo ha de estar preparado para utilizar esta tecnología. Las versiones de Windows superiores a Windows 2000 o las de Linux (con núcleos de sistema operativo para multiprocesamiento simétrico) pueden usar esta tecnología.
Esta tecnología es invisible o transparente para el sistema operativo y los programas. Todo lo que se requiere para aprovechar Hyper-Threading es la propiedad del multiprocesamiento simétrico, en apoyo del sistema operativo. Al simular procesadores lógicos diferentes aparecen en el sistema como dos procesadores separados.

## Críticas
ARM criticó la tecnología SMP por no ser eficiente energéticamente. Intel retiró temporalmente el multihilo simultáneo de sus nuevos diseños pero los últimos procesadores Core i3, i5 e i7 lo incorporan nuevamente.

## Familias de procesadores Intel que incorporan la tecnología Hyper Threading
Las familias de procesadores Intel que incorporan la tecnología Hyper-Threading son las siguientes:
- Pentium 4 (a partir de Northwood)
- Pentium D Extreme Edition
- Pentium G400 (Algunos modelos)
- Pentium G600 (Algunos modelos)
- Pentium Kaby Lake (Algunos modelos)
- Celeron G400
- Celeron C800
- Core i3 Westmere
- Core i3 Sandy Bridge
- Core i3 Ivy Bridge
- Core i3 Haswell
- Core i3 Broadwell (mobile)
- Core i3 Skylake
- Core i3 Kaby lake
- Core i5 Westmere
- Core i5 Sandy Bridge (mobile)
- Core i5 Ivy Bridge (mobile)
- Core i5 Haswell (mobile)
- Core i5 Broadwell (mobile)
- Core i5 Skylake (mobile)
- Core i5 Kaby lake (mobile)
- Core i7 Nehalem
- Core i7 Westmere
- Core i7 Sandy Bridge
- Core i7 Ivy Bridge
- Core i7 Haswell
- Core i7 Broadwell
- Core i7 Skylake
- Core i7 Kaby lake
- Core i7 Extreme Edition
- Atom N270
- Atom N450
- Atom N550
- Atom N570
- Xeon MP
- Xeon E3
- Xeon E5
- Xeon E7

Se pueden consultar cuáles son los procesadores con Hyper-Treading en varios enlaces en la web.